# Argentina en los Juegos Olímpicos de Tokio 2020
La participación de Argentina en los Juegos Olímpicos de Tokio 2020, realizada entre el 23 de julio y el 8 de agosto de 2021, fue la vigésima segunda presentación oficial organizada por el Comité Olímpico Argentino (COA) y las federaciones deportivas nacionales de cada deporte con actuación en los mismos. Los Juegos debieron realizarse un año después de su fecha original debido a la pandemia de COVID-19. La delegación quedó integrada por 178 deportistas, de los cuales 120 son hombres (67.41%) y 58 son mujeres (31.46%), con participación en 26 deportes. Fue la tercera delegación más numerosa en la historia del deporte olímpico argentino, luego de la delegación de Londres 1948, en donde compitieron 242 deportistas, y de Río de Janeiro 2016, en donde compitieron 213 deportistas.
La judoca argentina Paula Pareto fue designada para llevar la bandera olímpica en representación de todo el continente americano en la ceremonia de apertura. Para llevar la bandera argentina en la apertura fueron designados los regatistas Santiago Lange y Cecilia Carranza. La bandera en el cierre fue asignada a Noel Barrionuevo y Pedro Ibarra, de los equipos de hockey sobre césped.
Los Juegos estuvieron signados por las restricciones impuestas por la pandemia de COVID-19. La delegación olímpica obtuvo tres medallas: una de plata y dos de bronce. También obtuvo 9 diplomas olímpicos (puestos premiados). Obtuvieron medalla 42 deportistas de la delegación (23,59%) y otros 39 obtuvieron diploma olímpico (21,92%).
Ordenadas por el valor de la medalla, Argentina ocupó la posición n.º 72, mientras que ordenado por el total, ocupó la posición n.º 59. En América Latina y el Caribe, resultó séptima después de Brasil (12.º) Cuba (14.º), Jamaica (21.º), Ecuador (37.º), Venezuela (46.º) y Colombia (66.º).
Argentina se destacó en los deportes por equipo. Presentó siete selecciones para competir en cinco deportes por equipos, que incluían doce eventos, obteniendo tres medallas, dos diplomas y 68 deportistas premiados. El hockey sobre césped se destacó con una medalla de plata y un diploma, la sexta medalla y el séptimo diploma en la historia de ese deporte en el país. El rugby obtuvo una medalla de bronce en dos presentaciones olímpicas (en la otra obtuvo diploma). El voleibol obtuvo la medalla de bronce, la segunda luego de Seúl 1988.
Por cantidad de medallas obtenidas en las 22 presentaciones olímpicas oficiales del país, la actuación se encuentra levemente por debajo del promedio histórico (3,5 medallas por Juego), pero la cantidad de deportistas laureados con medallas (42) y diplomas (39), ascendió a 81, siendo la segunda más exitosa de la historia olímpica argentina, detrás de Río de Janeiro 2016 (83); prácticamente la mitad (45%) de la delegación obtuvo una medalla o un diploma.

## Medalla de bronce en rugby 7

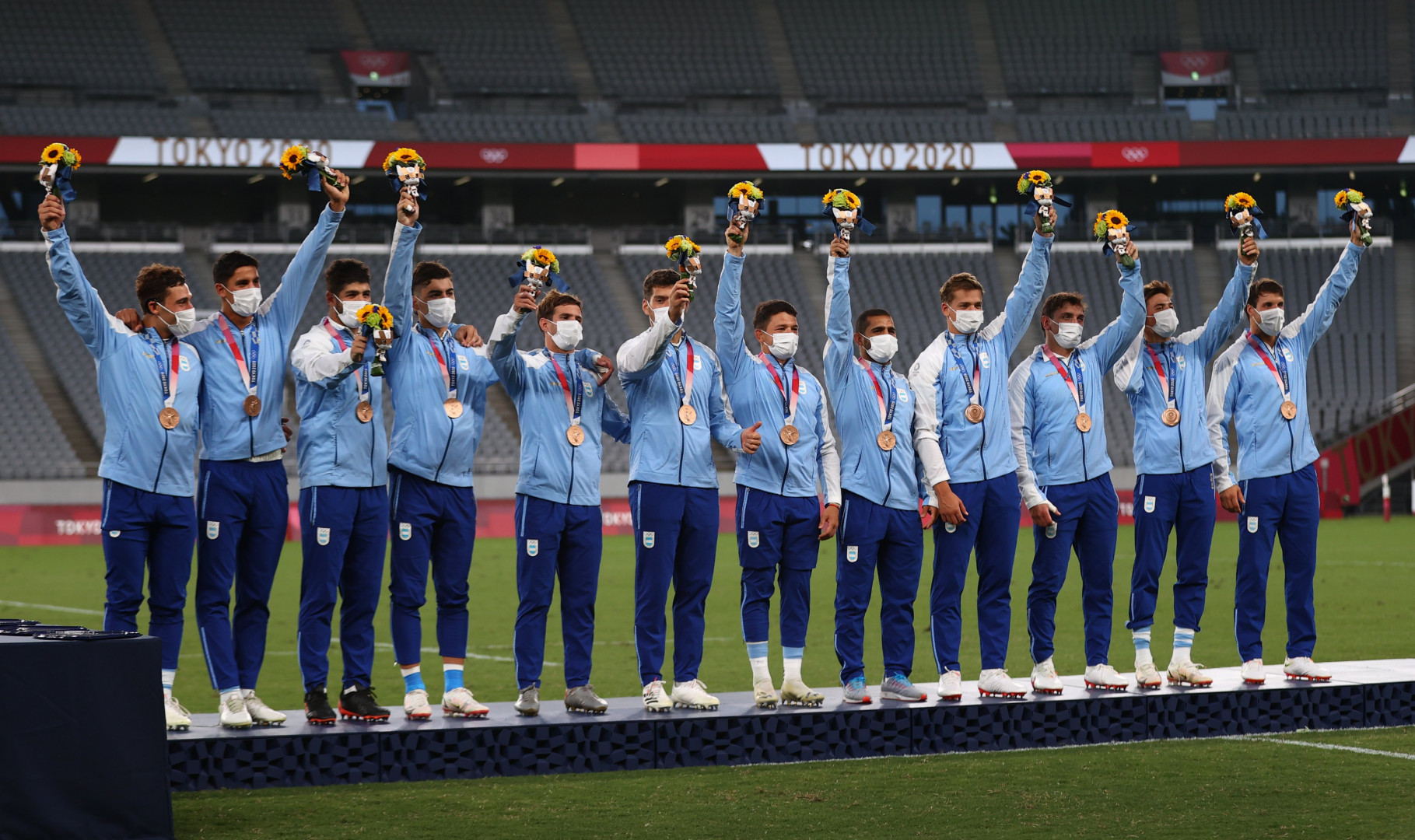
El equipo argentino de rugby 7 recibe la medalla de bronce.

El 28 de julio la selección masculina de rugby 7 ganó la medalla de bronce al vencer 17-12 a Gran Bretaña. Los 13 jugadores que integraron el equipo fueron Santiago Álvarez Fourcade (capitán), Lautaro Bazán Vélez, Lucio Cinti, Felipe del Mestre, Rodrigo Etchart, Luciano González Rizzoni, Rodrigo Isgró, Santiago Mare, Ignacio Mendy, Marcos Moneta, Matías Osadczuk, Gastón Revol y Germán Schulz, bajo la dirección del entrenador Santiago Gómez Cora.
En la fase preliminar, Argentina salió segunda en el Grupo A, luego de vencer 29-19 a Australia y 56-0 a Corea del Sur, y perder 35-14 con Nueva Zelanda.
En cuartos de final, Argentina debió enfrentar a Sudáfrica, que había obtenido la medalla de bronce en los anteriores Juegos Olímpicos de Río de Janeiro 2016 y el subcampeonato en Serie Mundial de Rugby 7 2019-20. Argentina venció a Sudáfrica 19-14, jugando la mayor parte del tiempo con un hombre menos por expulsión de Gastón Revol, y los últimos segundos con dos hombres menos debido a una tarjeta amarilla. Con dos tries en el primer tiempo del velocista Marcos Moneta, convertidos por Santiago Mare, y un try en el segundo tiempo de Santiago Álvarez, los Pumas 7 se llevaron la victoria en un partido calificado como épico por la World Rugby.
En la semifinal, Argentina debió enfrentar a Fiyi, ganador de la medalla de oro en los anteriores Juegos Olímpicos y nuevamente favorito al oro. Fiyi dominó los primeros minutos marcando rápidamente dos tries pero Argentina logró revertir el marcado y el primer tiempo finalizó con los Pumas7 al frente por 14-12. Pero en el segundo tiempo Fiyi marcó otros dos tries, que no encontraron respuesta, sentenciando la derrota argentina por 26-14.
En el partido por la medalla de bronce, Argentina debió enfrentar a Gran Bretaña, ganador de la medalla de plata en Río de Janeiro 2016. Apenas iniciado el partido, a los 26 segundos Gran Bretaña se puso en ventaja mediante un try no convertido. Luego de varios minutos parejos, Argentina logró marcar dos tries de Bazán Vélez y Moneta, uno de ellos convertidos por Mare, y se fue al descanso arriba en el marcador 12-5. Iniciado el segundo Gran Bretaña empató el marcador con un try convertido, pero casi enseguida Argentina volvió a desnivel el marcador con un try de Ignacio Mendy, poniendo cifras definitivas.
Adicionalmente, con seis tries, Marcos Moneta se consagró tryman del torneo.

## Medalla de plata en hockey sobre césped
El 6 de agosto la Selección femenina de hockey sobre césped obtuvo la medalla de plata. El equipo argentino llegó a Tokio 2020, luego de dos años en los que sus integrantes no tuvieron competencia de liga debido a la pandemia. Entre las condiciones en que se encontraban las jugadoras argentinas, la prensa destacó a las dos madres del equipo, Rocío Sánchez Moccia, que dio a luz a una hija apenas cuatro meses antes de los Juegos, y la arquera Belén Succi, madre de un niño de 8 años y separada que, como las demás, debió entrenarse sola en su casa y simultáneamente atender a su hijo, impedido por la pandemia de asistir a la escuela, quien le pidió a su madre que no fuera a los Juegos.
Las Leonas cayeron 3-0 en el debut ante Nueva Zelanda, un resultado inesperado que la prensa nacional calificó como «cachetazo», poniendo en duda las posibilidades del equipo en el torneo. Luego de la derrota, al día siguiente, las argentinas debieron enfrentar a España, en un partido crucial para la clasificación, que se mantuvo igualado en cero hasta el último cuarto, cuando Valentina Raposo, de 18 años, convirtió un córner corto, a sólo 14 minutos del final; las españolas se volcaron al ataque pero a falta de tres minutos, Agustina Albertario y María José Granatto (de córner corto) definieron el partido con sendos goles, en lo que la prensa española definió como un «zarpazo de las 'leonas' a España».   Dos días después enfrentaron a China, venciendo 3-2, con dos goles de Agustina Gorzelany en el segundo cuarto, y uno de Julieta Jankunas, a 6 minutos del final, cuando las chinas habían descontado y amenazaban con empatar. Al día siguiente enfrentaron a Japón, local y última campeona asiática, venciendo 2-1 con goles de María José Granatto en el primer cuarto y Agustina Gorzelany en el tercero, luego de un empate transitorio, asegurándose así la clasificación a la etapa eliminatoria. Las Leonas cerraron la etapa de grupos con una nueva derrota, esta vez por 2-0, frente a Australia, una de las selecciones candidatas, clasificando tercera por diferencia de un gol, detrás de España.
En la etapa eliminatoria, Argentina debía enfrentar en cuartos de final a Alemania, medalla de bronce en Río 2016 y bi-subcampeona de la Eurocopa 2019/2021. Las Leonas anularon completamente a la selección teutona. En el primer cuarto tuvieron tres córneres cortos, que no pudieron capitalizar, mientras que en el segundo cuarto la arquera alemana se lució salvando su arco varias veces, hasta que faltando tres minutos para el final de la primera mitad, las Leonas convirtieron dos veces, a través de Agustina Albertario y María José Granatto. En la segunda mitad, Alemania tomó la iniciativa pero sin poder penetrar la defensa argentina, que puso cifras definitivas a ocho minutos del final, mediante un córner corto convertido por Valentina Raposo.
La semifinal fue contra India, que había dado la sorpresa al eliminar a Australia en cuartos de final. Las indias se pusieron en ventaja de inmediato, mediante un gol a los 2 minutos, pero las argentinas igualaron el marcador poco antes de terminar el segundo cuarto, mediante un gol de la capitana Noel Barrionuevo, al convertir un córner corto. A poco de comenzar la segunda mitad, nuevamente Barrionuevo convirtió un córner corto, para poner a las Leonas arriba. Con India al ataque, se destacó la arquera Belén Succi atajando tres córneres cortos, el tercero faltando 20 segundos, con una atajada «salvadora» que puso a las Leonas en la final. Apenas terminado el partido, las cámaras de televisión mostraron el llanto emocionado de Belén Succi, llamando a su hijo a la escuela, para decirle que había logrado la medalla que le había prometido:

Ya 35 años, las cosas te cuestan un poco más. Decís hay que dejar la vida, no hay que bajar los brazos en pandemia, la pandemia no me va a ganar. Voy a llegar al Juego Olímpico aunque me hijo me tenga que bancar un año más entrenando en casa. Es eso. Lo estoy llamando, está en el colegio, quiero que lo saquen para decirle que mamá va a ir a una final que es de la vida. Le dije cuando venía acá que si mamá llevaba una medalla a casa, era una medalla de la vida. De haber afrontado una pandemia juntos, de haber estudiado todo segundo grado juntos, de haber entrenado juntos en casa... Es una medalla de la vida.
Belén Succi

La final fue contra la poderosa selección de los Países Bajos, ganadora de la medalla de oro en Pekín 2008 y Londres 2012 y de plata en Río de Janeiro 2016, así como de los dos últimos campeonatos mundiales (2014 y 2018). Países Bajos comenzó el partido asfixiando a Argentina en su zona de defensa, que de a poco fue equilibrando las acciones. En los cinco minutos finales de la primera mitad, las europeas obtuvieron tres córneres cortos que transformaron en sendos goles, pero las Leonas acortaron la diferencia con un córner corto convertido en gol por Agustina Gorzelany, cuando el tiempo reglamentario había expirado: 3-1. En la segunda mitad Países Bajos se retrasó y Argentina tuvo dos córneres cortos que no pudo convertir.
Con esta medalla el hockey sobre césped argentino obtuvo la sexta medalla lograda en los últimos seis Juegos Olímpicos: cinco aportadas por el equipo femenino (tres de plata en Sídney 2000, Londres 2012 y Tokio 2020; dos de bronce en Atenas 2004 y Pekín 2008) y una aportada por el hockey masculino (oro en Río de Janeiro 2016).
La selección argentina estuvo integrada por las siguientes jugadoras: Agustina Albertario, Agostina Alonso, Clara Barberi, Noel Barrionuevo (capitana), Valentina Costa Biondi, María Emilia Forcherio, Agustina Gorzelany, María José Granatto, Victoria Granatto, Julieta Jankunas, Delfina Merino, Valentina Raposo, Sofía Maccari, Rocío Sánchez Moccia, Micaela Retegui, Victoria Sauze, Belén Succi, Sofía Toccalino y Eugenia Trinchinetti. El entrenador fue Carlos Retegui.
| Hockey sobre césped femenino | Hockey sobre césped femenino | Hockey sobre césped femenino |
|                              | País                         |                              |
| ---------------------------- | ---------------------------- | ---------------------------- |
| 1                            | Países Bajos                 |                              |
| 2                            | Argentina                    |                              |
| 3                            | Reino Unido                  |                              |

## Medalla de bronce en vóley

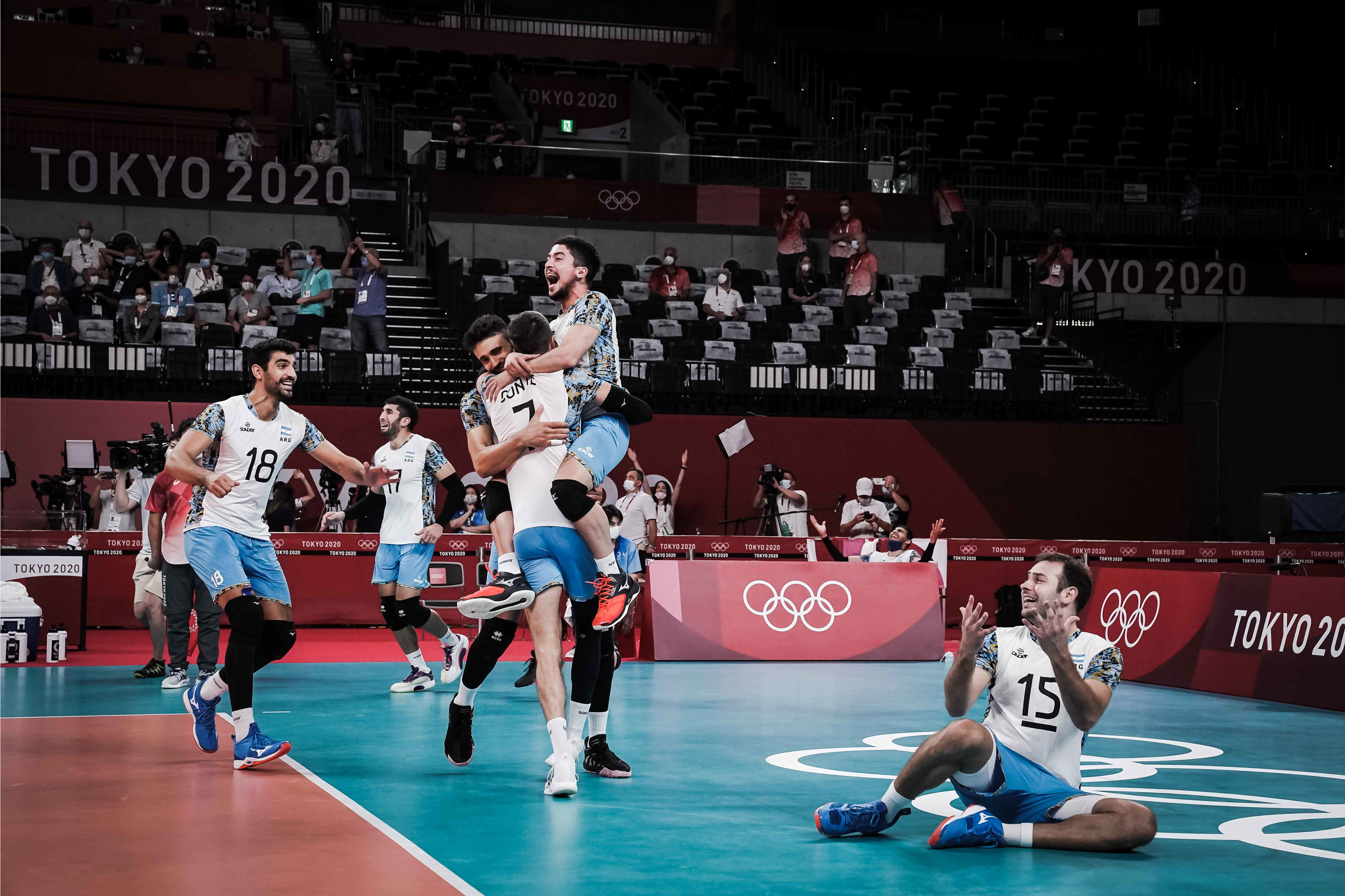
El seleccionado argentino de vóley celebra la medalla de bronce en los Juegos Olímpicos de Tokio 2020.

El 7 de agosto la selección masculina de vóley obtuvo la medalla de bronce, al vencer 3-2 a Brasil. Jugadores: Luciano De Cecco (capitán) y Matías Sánchez como armadores; Bruno Lima y Federico Pereyra como opuestos; Sebastián Solé, Martín Ramos y Agustín Loser como centrales; Facundo Conte, Ezequiel Palacios, Cristian Poglajen y Nicolás Méndez como puntas receptores; y Santiago Danani como líbero. El entrenador fue Marcelo Méndez.
Argentina inició su camino en el difícil Grupo B, calificado como el «grupo de la muerte», en el que debió competir con los que a la postre resultaron los demás semifinalistas del torneo, Rusia, Brasil y Francia, a los que se agregaban Estados Unidos (medalla de bronce en Río 2016) y Túnez.
El debut se produjo con una derrota por 3-1 contra Rusia (ROC) (oro en Londres 2012, cuartos en Río 2016), que sería uno de los finalistas del torneo, obteniendo la medalla de plata. Argentina empezó sorprendiendo, ganando el primer set 25-21, pero los rusos dieron vuelta el marcador, ganando ajustadamente el segundo set 25-23, el tercero con amplitud 25-17 y el cuarto 25-21.
En su segundo encuentro, Argentina perdió 3-2 contra Brasil (medalla de oro en Río 2016, subcampeón mundial 2018, campeón de la Copa del Mundo 2019, campeón de la Liga de Naciones 2021). Los argentinos sorprendieron nuevamente ganando los dos primeros sets por 25-19 y 25-21, pero los brasileños empataron el partido en dos sets, ganando 25-16 y 25-21. El set definitivo fue ganado agónicamente por Brasil 16-14, luego de llegar empatados a 14.
El tercer partido fue contra Francia (ganadora de la Liga de Naciones 2015 y 2017, y medallista en 2016, 2018 y 2021), que sería el otro finalista del torneo, e inesperado ganador de la medalla de oro. Argentina ganó el encuentro 3-2, luego de perder el primer set ajustadamente 25-23, ganar los dos siguientes 25-17 y 25-20, y perder el cuarto 25-15. El set definitivo lo ganó 15-13, en una progresión en la que se mantuvo siempre al frente desde el empate en siete.
El cuarto partido fue contra Túnez, el equipo más débil del grupo. Sin embargo los tunecinos sorprendieron a los argentinos, ganando los dos primeros sets por 25-23. A partir de ese momento Argentina reaccionó y ganó los tres sets restantes con amplitud (25-19, 25-18 y 15-8). Pero los dos sets en contra le restaron un punto crucial para sus expectativas de clasificación dejando en el camino a Francia. Para agravar la situación, los franceses derrotaron inesperadamente a los rusos (ya clasificados) por 3-1, dejando a la Argentina fuera.
En su último partido de la etapa de grupos, Argentina debía enfrentar a Estados Unidos (bronce en Río 2016, en el Campeonato Mundial 2018 y en la Copa del Mundo 2019). Contra todos los pronósticos y con un pie fuera de los Juegos, los sudamericanos vencieron a los norteamericanos 3-0 (25-21, 25-23 y 25-23), en lo que ESPN calificó como un «batacazo». Con este resultado Argentina clasificó tercera y Francia cuarta, mientras Estados Unidos quedó fuera de la etapa eliminatoria, por primera vez desde Sídney 2000.
En cuartos de final Argentina debía a enfrentar a Italia (medalla de plata en Río 2016 y de bronce en Londres 2012). Italia empezó ganando el primer set 25-21, poniéndose al frente, como era previsible. Pero, contra lo esperado, Argentina ganó los dos sets siguientes 25-23 y 25-22. En el cuarto set Italia mostró de lleno su poderío arrasando a la Argentina 25-14. El desempate fue extremadamente parejo y disputado, alternándose ambos equipos en la delantera, hasta los diez puntos, pero a partir de ese momento los argentinos quebraron el saque tres veces, alzándose con la victoria por 15-12. Italia no perdía en cuartos de final desde 1992.
En semifinales volvió a enfrentarse con Francia, al que Argentina ya había vencido 3-2 en la etapa de grupos. Pero esta vez Francia se mostró superior al equipo argentino y se llevó el partido por un contundente 3-0 (25-22, 25-19, 25-22).
En el partido por la medalla de bronce, Argentina volvió a enfrentar a Brasil, ante quien ya había perdido 3-2 en la ronda clasificatoria. Como si hubiera sido una réplica del primer partido, ambos equipos volvieron a ganar dos sets cada uno, alternándose en la delantera (25-23, 20-25, 20-25, 25-17). Al igual que en el grupo, el match debió resolverse por tie-break. Argentina tomó tempranamente una clara ventaja de 4 puntos hasta ponerse 10-6, pero Brasil revirtió el marcador y empató en 13-13. Ya en zona de definición Argentina obtuvo su turno poniéndose 14-13. En la jugada siguiente, Brasil recibió el saque, pero al intentar rematar el bloqueo argentino hizo picar la pelota en campo contrario, dándole así la medalla de bronce a la Argentina.
La medalla obtenida es la segunda medalla olímpica del vóleibol argentino; la anterior fue obtenida en los Juegos Olímpicos de Seúl 1988. Uno de los integrantes del seleccionado argentino, Facundo Conte, es hijo de Hugo Conte, ganador de la medalla de bronce en vóley de 1988. Es el único caso en el olimpismo argentino de un padre y un hijo deportistas, que ganaron medallas olímpicas.
| Vóley masculino | Vóley masculino | Vóley masculino |
|                 | País            |                 |
| --------------- | --------------- | --------------- |
| 1               | Francia         |                 |
| 2               | Rusia           |                 |
| 3               | Argentina       |                 |

### Desempeños

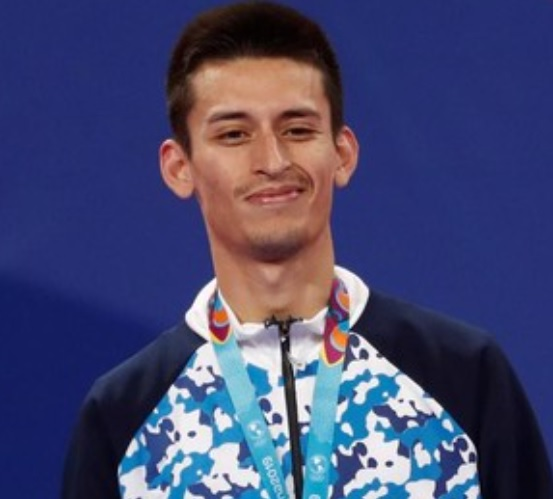
Lucas Guzmán obtuvo diploma olímpico por finalizar quinto en taekwondo, luego de perder su encuentro por la medalla de bronce.

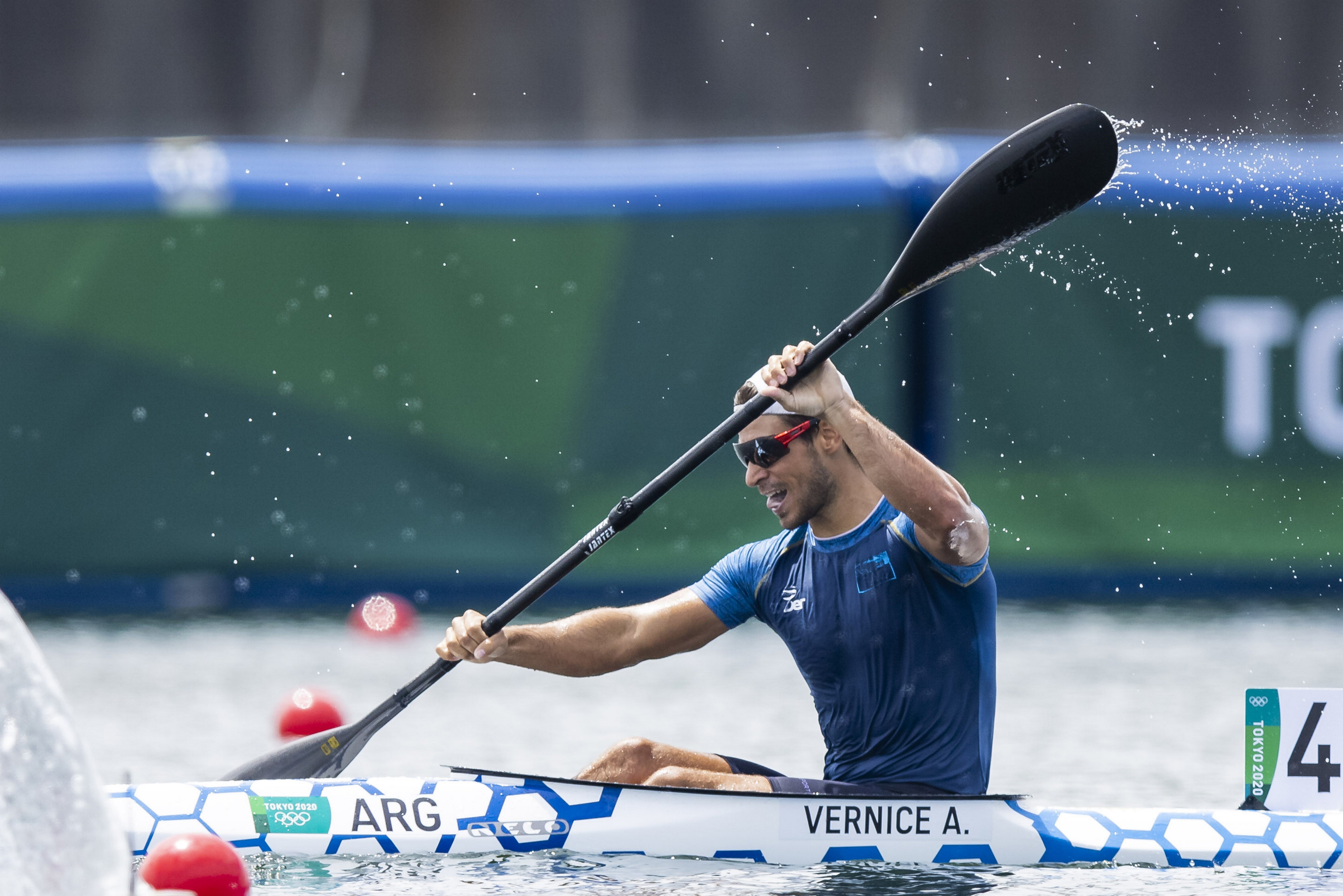
Agustín Vernice, disputó la final en kayak individual 1000 metros masculino.

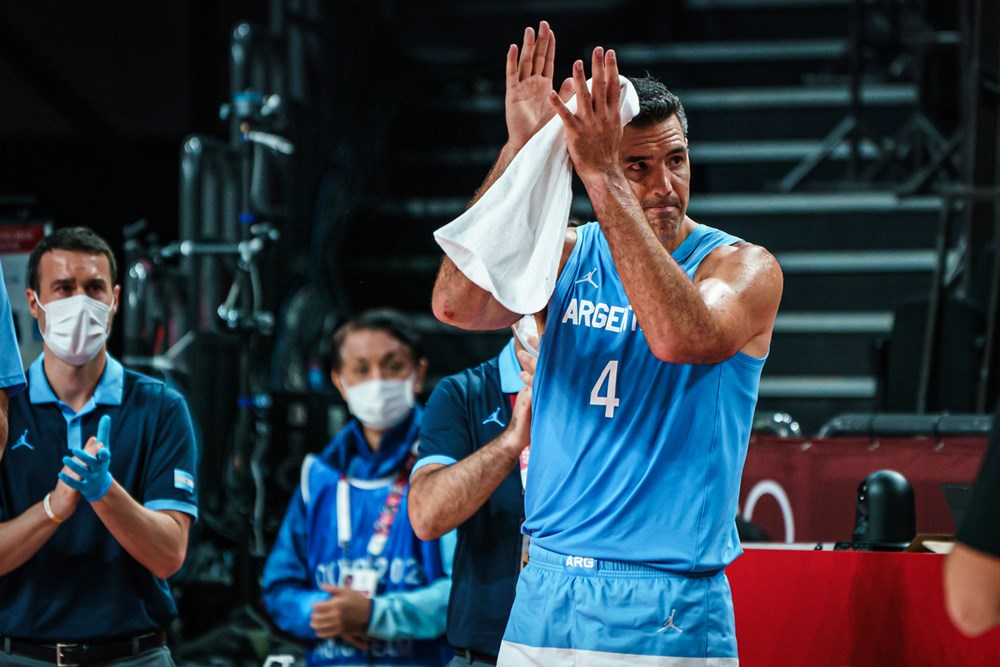
Luis Scola emocionado, agradece el momento en que todos los presentes homenajean su carrera, deteniendo el partido para ello.